# كونيل دي لا فرونتيرا
بلدية كونيل دي لا فرونتيرا (بالإسبانية: Conil de la Frontera)‏، هي إحدى بلديات مقاطعة قادس, التي تقع في منطقة الأندلس جنوب إسبانيا.
يبلغ عدد سكانها 18.269 نسمة وفقاً لإحصائية سنة (2002).

## أعلام
- ماركوس راميريز
- خوسيه بيلاردي